# Marc Levy
Marc Levy [maʀk leˈvi] (n. 16 octombrie 1961, Boulogne-Billancourt, Franța) este un scriitor și producător de film francez. 

## Viață
La 18 ani se alătură unei echipe de ajutor urban de descarcerare a Crucii Roșii franceze. Trei ani mai târziu este numit directorul rețelei de ajutor al Crucii Roșii, pentru departamentul din Hauts-de-Seine.
Această experiență l-a marcat profund și i-a inspirat scena inițială din primul roman, scris mulți ani după aceea.
În același timp, Marc Levy și-a început studiile universitare la Paris-Dauphine. Evident, însă, tânărul avea un spirit aventurier, astfel că în 1983, în cel de al doilea an de studiu, își înființează prima firmă, Logitec France, cu ajutorul unui împrumut bancar pentru studenți. Anul următor pleacă în Statele Unite unde creează alte două firme Spectrum Hollobyte și Rainbow Image.
În 1990 pierde controlul asupra grupului său și demisionează. Are 29 de ani. Pleacă din nou de la zero, într-o direcție total nouă: în mai 1991 a fondat cu doi prieteni (arhitectul Manon Sbaïz și Remi Mangin, inginer) o mică societate de construcții. Echipa astfel constituită a dezvoltat un concept original în care se asociau informatica, arhitectura și ingineria imobiliară. Astfel s-a născut Societatea Eurythmic-Cloiselec.
Sprijinită de grupul Auguste-Thouard, ea a urcat în câțiva ani în topul principalelor birouri de arhitectură din Franța, realizând mai mult de 500 sedii de firmă, printre care Coca Cola, Perrier, Dim, Norton, L'Express.
Anul 1998, îi oferă lui Marc Levy noi oportunități. El scrie "Și dacă e adevărat?", pornind de la o povestire pe care a inventat-o pentru fiul său. Împins de sora lui care este scenaristă, el a trimis manuscrisul la Editions Robert Laffont la începutul lui 1999. Opt zile mai târziu, editura l-a anunțat că manuscrisul va fi publicat.
Povestea scrisă de el este atât de seducătoare și de convingătoare, încât a fost prezentată editorilor din străinătate înainte de a fi fost publicată în Franța. Un "pitch" scurt trimis la Los Angeles a provocat interesul marilor studiouri de film americane. Este debutul. În noaptea de 20 spre 21 octombrie trei convorbiri telefonice s-au purtat cu studiourile care au arătat cel mai mare interes și, în câteva ore, Marc Levy a cedat drepturile de adaptare cinematografică a romanului său, celor de la Dreamworks. Marc Levy pleacă imediat la New York, pentru a-l întâlni pe Steven Spielberg.
În 17 ianuarie 2000, ziua în care a apărut în Franța romanul „Și dacă e adevărat?”, Marc Levy demisionează din cabinetul său de arhitectură. Se mută la Londra unde trăiește actualmente și se consacră scrisului.
„Și dacă e adevărat?” cunoaște un imens succes în librării. Cartea este publicată în 36 de limbi: din China, unde este tradus în mandarină și cantoneză, trecând prin Statele Unite, Japonia, Regatul Unit, Portugalia, Chile, Argentina, Brazilia și, evident, până în România. În Franța s-a vândut în peste 3.500.000 de exemplare, fiind cea mai vândută carte a anului 2000 (conform publicației Livres Hebdo).
Cel de al doilea roman al lui Marc Levy, „Unde ești?” (Ed. Trei, 2006), publicat în noiembrie 2001, precum și cel de al treilea roman, Sept jours pour une éternité, publicat în februarie 2003, au confirmat acest succes: ele se află în prezent în topul celor mai vândute cărți, fiind traduse acum în lumea întreagă.
Atras de cinema, Marc Levy a scris primul său scenariu original în cursul primului semestru din 2002, A Deux Pas de Chez Toi. La sfârșitul lui 2003 el a realizat un scurt metraj pentru Amnesty International. În 2004, apare romanului „În altă viață” (Ed. Trei, 2005), iar în 2005, romanul „Te voi revedea” (Ed. Trei, 2005) continuă acțiunea din „Și dacă e adevărat?” (Ed. Trei, 2003, 2006).

## Cărți traduse în limba română
- Și dacă e adevărat?…, Editura Trei, 2004, 2015, ISBN 978-606-719-361-9 (Titlul original: Et si c’était vrai…)
- În altă viață, Editura Trei, 2005, 2016, ISBN 978-973-707-522-2 (Titlul original: La prochaine fois)
- Te voi revedea, Editura Trei, 2005, 2014, ISBN 978-973-707-907-7 (Titlul original: Vous revoir)
- Unde ești?, Editura Trei, 2006, 2014, ISBN 978-973-707-096-8 (Titlul original: Où es-tu?)
- Șapte zile pentru o eternitate, Editura Trei, 2007, 2014, ISBN 978-973-707-156-9 Titlul original: Sept jours pour une éternité)
- Prietenii mei, iubirile mele, Editura Trei, 2008, 2014, ISBN 978-973-707-172-9 (Titlul original: Mes amis, mes amours)
- Toate acele lucruri pe care nu ni le-am spus, Editura Trei, 2008, 2015, ISBN 978-973-707-910-7 (Titlul original: Toutes ces choses qu'on ne s'est pas dites)
- Copiii libertății, Editura Trei, 2008, 2014, ISBN 978-973-707-908-4 (Titlul original: Les enfants de la liberté)
- Prima zi, Editura Trei, 2009, 2013, ISBN 978-973-707-888-9 (Titlul original: Le premier jour)
- Prima noapte, Editura Trei, 2010, ISBN 978-973-707-401-0 (Titlul original: La premiere nuit)
- Hoțul de umbre, Editura Trei, 2011, ISBN 978-973-707-172-9 (Titlul original: Le voleur d’ombres)
- Strania călătorie a domnului Daldry, Editura Trei, 2012, 2013, ISBN 978-973-707-887-2 (Titlul original: L’étrange voyage de monsieur Daldry)
- Și dacă aș mai trăi o dată, Editura Trei, 2013, 2014, ISBN 978-973-707-714-1 (Titlul original: Si C’était à refaire)
- Mai puternic decât frica, Editura Trei, 2013, ISBN 978-973-707-893-3 (Titlul original: Un sentiment plus fort que la peur)
- Un alt fel de fericire, Editura Trei, 2014, ISBN 978-606-719-141-7 (Titlul original: Une autre ideâe du bonheur)
- Ea și el, Editura Trei, 2015, ISBN 978-606-719-529-3 (Titlul original: Elle et lui)
- Orizontul răsturnat, Editura Trei, 2016, ISBN 978-606-719-869-0 (Titlul original: L'Horizon à l'envers)